# Timberlea
Timberlea est une banlieue de la ville d’Upper Hutt, située dans l’île du Nord de la Nouvelle-Zélande.

## Situation
Elle est localisée à 3,5 à 6,5 km au nord-est du centre de la cité d’Upper Hutt.

## Population
Elle avait une population de 1 612 habitants lors du recensement de 2013 en Nouvelle-Zélande.

## Géographie
Cette banlieue est localisée sur un plateau au niveau de « Eastern Hutt Valley Hills», avec la plus grande partie de la banlieue, qui est située à une altitude de 115 à 135 mètres. 
On peut y accéder à partir de la route SH2 en sortant au niveau de Norana Road. 
Elle est bordée par la banlieue de Maoribank à la partie plus basse au sud-ouest de l’extrémité de Norana Road et au niveau de Brown Owl par la SH2 vers le nord.

## Activité économique
Timberlea est essentiellement une banlieue résidentielle.
Alors qu’il n’y a pas de magasins dans la banlieue de Timberlea, les résidents ont accès à la station service Caltex et à un petit centre commercial voisin dans la banlieue proche de  Brown Owl. 
Les principaux magasins de la cité de  Upper Hutt sont à seulement 3,5 à 6,5 km au-delà,  de Timberlea.

## Transports publics
Timberlea est desservie par le « Te Marua commuter bus route (#112) », dont le fonctionnement est assuré par la société Metlink.

## Subdivisions
Timberlea est en fait coupée en 3 zones distinctes:
- La partie principale de Timberlea : entre Mount Marua Drive et la bordure avec Maoribank marquée par Garth Lane s’est développée essentiellement entre les années 1960 et le début des années 1980.
- La section de la banlieue de Timberlea située entre Mount Marua Drive et la SH2 est une division très moderne et relativement huppée avec des maisons construites depuis 2007 et jusqu’à présent.
- La section située au-dessus de Mount Marua Drive est connue comme Mount Marua (à partir de Marua Palms Grove en direction de l’est). Cette zone a été développée à partir de 2010 et au-delà, est la plus chère du marché au niveau de Upper Hutt et une zone exclusive, contenant de nombreuses grandes maisons sur des terrains étendus avec pour pratiquement toutes les maisons, une vue ininterrompue, soit sur la « vallée d’Upper Hutt », soit sur la « valley de Mangaroa » (ou les deux), du fait de leur situation au sommet de « Eastern Hutt Valley Hills ».

Le Mount Marua Way, est situé au point le plus élevé de la subdivision (entre 210 et 240 mètres).
C’est une porte d’entrée privée de la communauté, qui a un court de tennis communal et un petit bassin.

## Parcs
Timberlea a 3 parcs publics :
- « Speargrass Park », localisé en dehors de Speargrass Grove et de Blueberry Grove, qui contient une petite aire de jeux ;
- « Gentian Reserve », localisé en dehors de Gentian Street, cette réserve est couverte de forêt  et contient quelques chemins de promenades sur les pentes des collines de son côté est ;
- « Timberlea Park », auquel on accède à partir de Norana Road. Ce parc central de la banlieue de Timberlea contient une petite aire de jeux, un hall de la communauté et un grand parterre couvert de bush au niveau de « valley hills »[3].